# Malakoff (Texas)
Malakoff è un centro abitato degli Stati Uniti d'America situato nella contea di Henderson dello Stato del Texas.
La popolazione era di 2.324 persone al censimento del 2010.

## Geografia fisica
Malakoff è situata a 32°10′41″N 96°01′06″W (32.178182, -96.018264).
Secondo lo United States Census Bureau, ha un'area totale di 2,8 miglia quadrate (7,3 km²), di cui 0,04 miglia quadrate (0,10 km², 0.71%) d'acqua.
Malakoff si trova a soli 3 km dal lago Cedar Creek, a ovest di Athens, sulla Texas highway 31.

## Società

### Evoluzione demografica
Secondo il censimento del 2000, c'erano 2.257 persone, 874 nuclei familiari e 566 famiglie residenti nella città. La densità di popolazione era di 804,4 persone per miglio quadrato (310,1/km²). C'erano 1.036 unità abitative a una densità media di 369,2 per miglio quadrato (142,3/km²). La composizione etnica della città era formata dal 72,49% di bianchi, il 21,98% di afroamericani, lo 0,49% di nativi americani, lo 0,13% di asiatici, lo 0,13% di isolani del Pacifico, il 3,46% di altre razze, e l'1,33% di due o più etnie. Ispanici o latinos di qualunque razza erano il 10,32% della popolazione.
C'erano 874 nuclei familiari di cui il 33,3% aveva figli di età inferiore ai 18 anni, il 42,8% aveva coppie sposate conviventi, il 18,5% aveva un capofamiglia femmina senza marito, e il 35,2% erano non-famiglie. Il 31,2% di tutti i nuclei familiari erano individuali e il 16,2% aveva componenti con un'età di 65 anni o più che vivevano da soli. Il numero di componenti medio di un nucleo familiare era di 2,48 e quello di una famiglia era di 3,09.
La popolazione era composta dal 28,3% di persone sotto i 18 anni, l'8,9% di persone dai 18 ai 24 anni, il 25,5% di persone dai 25 ai 44 anni, il 18,7% di persone dai 45 ai 64 anni, e il 18,7% di persone di 65 anni o più. L'età media era di 36 anni. Per ogni 100 femmine c'erano 84,1 maschi. Per ogni 100 femmine dai 18 anni in giù, c'erano 77,8 maschi.
Il reddito medio di un nucleo familiare era di 24.022 dollari e quello di una famiglia era di 30.029 dollari. I maschi avevano un reddito medio di 29.663 dollari contro i 22.228 dollari delle femmine. Il reddito pro capite era di 12.109 dollari. Circa il 27,7% delle famiglie e il 27,6% della popolazione erano sotto la soglia di povertà, incluso il 33,5% di persone sotto i 18 anni e il 32,3% di persone di 65 anni o più.